# 梧桐白粉菌
梧桐白粉菌（学名：Erysiphe firmianae）是属于白粉菌目白粉菌科白粉菌属的一种真菌，寄生在梧桐上。该种分布于中国。